# Gösta Blum
Gustaf (Gösta) Adolf Mikael Blum, född 5 augusti 1903 i Stockholm, död 20 november 1964 (flygolycka), var en svensk ingenjör och industriman. 
Efter examen från Kungliga Tekniska högskolan 1926 var Blum ingenjör vid Svenska väginstitutet 1926, vid AB Vattenbyggnadsbyrån 1926–1929, vid Skandinaviska Jute-Spinneri- & Väfveri AB i Oskarström 1929–1934, fabrikschef 1934–1944 samt disponent och verkställande direktör där från 1944. Blum är begravd på Oskarströms kyrkogård. 